# Dřevěné Mlýny
Dřevěné Mlýny (německy Holzmühl) je bývalá obec, jejíž v současnosti již zrušený katastr, o rozloze 295 hektarů, se rozkládal na obou březích řeky Jihlavy na moravské straně historické zemské hranice Čech a Moravy a od 15. prosince 1923 náleží k Jihlavě, v jejímž rámci náleží téměř celý ke katastrálnímu území Jihlava, ale zasahuje i do katastrálních území Bedřichov u Jihlavy a Helenín.

## Charakteristika
Původně se jednalo o velice malou vesnici vzniklou v blízkosti Hölzlova mlýna, jenž zde stál na břehu řeky Jihlavy. Zkomolením názvu a následným chybným překladem do češtiny posléze vznikl český název obce. V současnosti již tento mlýn nestojí a na bývalém katastru obce se nachází různý typ zástavby. Historická zástavba se nachází například v ulicích U Hlavního nádraží, Jiřího z Poděbrad, U Skály. Severně od řeky je to převážně průmyslová zóna, rozkládající se východně od zdejšího železničního nádraží. Západně a jižně od nádraží se pak nachází obytná zástavba. Jižně od řeky se severně od Okružní ulice nachází převážně prvorepubliková rodinná zástavba na Kalvárii a jižně od ní pak největší jihlavské panelové sídliště Březinovy sady. Západně od tohoto sídliště se podél bývalé hranice katastru rozkládá velký park Březinovy sady. Na jihozápadním okraji bývalého katastru se nachází převážná část Zoo Jihlava.